# BLACK (SuGのアルバム)
『BLACK』（ブラック）は、SuGメジャー4枚目のアルバム。 2015年3月4日にポニーキャニオンから発売された。活動休止を挟み、約3年ぶりのフルアルバム。

## 解説
キャッチコピーは-黒、それはもっともカラフルな色-
活動休止直前のシングル「swee†oxic」から活動再開後に発表した「MISSING」「B.A.B.Y.」「CRY OUT」などのシングル楽曲を含む全17曲収録。発売前の2月4日に、武瑠（Vo.）が慢性扁桃炎治療のため一時活動休止を発表したため、休養中にSHIGERUこと松崎しげるが加入したというストーリーのスポットCMが制作された。

## 収録曲

### CD
1. street g♥︎thic
2. MISSING
メジャー9thシングル。
3. HELLYEAH
4. overflow
5. night market
6. B.A.B.Y.
メジャー10thシングル。
7. DEAD or DEAD
8. hey 俗 funk you
9. FRIDAY!!
10. swee†oxic
メジャー8thシングル。
11. 神様の悪戯
12. Time after time
13. CRY OUT
メジャー11thシングル。本作の先行シングル。
14. SOS
15. 一蓮托生
16. 影炎
17. BLACK
ミュージックビデオが制作され、3939 BOXのDVDに収録されている。

### DVD
3939 BOX
- 「BLACK」Music Video
- 「BLACK」Music Video 撮影&制作ドキュメント
- SuG 8th Birthday“一蓮托生”（2015年1月12日）ダイジェスト＆ドキュメント

Limited Edition
- 「CRY OUT」 20141018 Live Ver. Music Video
- 「gr8 story」 20141018 Live Ver. Music Vide
- M-ON 「SuG Special」 Director's Cut

## 品番
- 3939 BOX：PCCA-04155
- Limited Edition：PCCA-04156
- Standard Edition：PCCA-04157